# 1型糖尿病
1型糖尿病（いちがたとうにょうびょう、ICD-10:E10）は、膵臓のβ細胞の破壊によるインスリンの欠乏を成因とする糖尿病である。以前は「インスリン依存型糖尿病」や「小児糖尿病」とも呼ばれていた。各種糖尿病のうち5-10%を1型が占めている。

## 解説
生活習慣病に分類される一般的に「糖尿病」と言われ想像する2型糖尿病とは異なり、1型糖尿病は生活習慣とは無関係の自己免疫性疾患が原因とされ、原因は異なるが同じ糖尿病の病態を示す。
膵臓にあるβ細胞は、血糖値を下げる唯一のホルモンであるインスリンを分泌している。ところが、何らかの原因によりこのβ細胞が破壊されると、インスリンの分泌が極度に低下するか、ほとんど分泌されなくなり、糖尿病を発症する。インスリンが機能しないため血糖値が上昇し、糖尿病性昏睡などの急性のものから、糖尿病性腎症などの慢性のものまで、さまざまな合併症を引き起こし、放置すると死亡する。20世紀前半にインスリンが治療応用されるまでは、極度の食事制限を要する致死的疾患の一つであった。
予防法は分かっていない。根治法はなく対症療法が行われる。経口血糖降下薬は無効で、患者はかならず注射薬であるインスリンを常に携帯し、毎日4回自己注射しなくてはならない。今日ではペン型注射器が開発され、発症者の大半である小児でも自分で打ちやすくなった。

## 原因
発症機序の詳細は不明であるが、遺伝因子と環境因子の相互作用の結果発症する自己免疫疾患と考えられており、動物実験では腸内細菌叢の操作により、発症および症状の進展を制御出来たとする研究報告がある。
発症原因やリスクに関わる研究例は、
- 自己免疫疾患の遺伝的素因（HLA-DR、DQ、PTPN22、CTLA-4など）[9]
- 自己抗体（ICA、抗GAD抗体、抗IA-2抗体、抗インスリン抗体など）
- 分子模倣（コクサッキーBウイルスと抗GAD抗体の抗原であるグルタミン酸デカルボキシラーゼの相似性を根拠とする、そのほかエンテロウイルスやEBウイルス[10] がよく候補に挙げられる）
- 乳児期の一過性の潜在性ビタミンD欠乏症が将来の発症リスクを3倍に上昇させる[11]。
- 1型糖尿病のハイリスク遺伝子を有する児に対して、早期に調整乳を曝露すると発症リスクが上昇する[12]

その一方で、1型糖尿病の一部には自己抗体が証明されず、膵臓にも炎症細胞の浸潤が証明されないものもある。これはあきらかに自己免疫性とは言えないものである。アジア、アフリカ人に多いとされるこの病型の原因についてはほとんど不明である。しかし、2型糖尿病を発症しインスリン療法による治療中に1型を発症する例もある。

### 分類
原因と発症形式による分類。
- β細胞破壊の原因
  - 自己免疫性(1A型) - 血中に自らの膵細胞を攻撃する自己抗体が認められるもの
  - 特発性(1B型) - 自己抗体が認められないもの[16]
- 発症形式
  - 典型例(急性)
  - 緩徐進行性[17][18]
  - 劇症型[19]

## 疫学
- 発症率
  - 日本糖尿病学会(1993)によれば（0 - 14歳）は日本では10万人に約1.5人[20]
  - (田嶼ほか(1999))によれば（0 - 17歳）は日本では10万人に約2人[21] と報告されている。
- 最近、世界的に1型糖尿病の発症率の増加が報告され、環境要因との因果関係が疑われている（IDF報告および(Kathleen etal.(2004))より）[22]

## 症状
初期の自覚症状は喉の渇き、多飲・多尿、体重の減少などに過ぎない。これが進行すると、急性の合併症である糖尿病性昏睡を引き起こし、手当が遅れると死亡することもある。そのため、早期発見が非常に重要な病である。合併症には以下のようなものがある。

### 糖尿病性昏睡
糖尿病性昏睡は1型に限らず糖尿病の急性合併症であり、一時的に著しい高血糖になることによって昏睡状態となる。体調不良によって平常通りに服薬できなかった場合（いわゆるシックデイ）の時に特に起こりやすく糖尿病性ケトアシドーシス（DKA）などが知られている。

### 慢性期合併症
有名なもので心筋梗塞などの大血管障害や、糖尿病性腎症、糖尿病性網膜症、糖尿病性神経症の三大合併症などがあげられる。また甲状腺疾患も合併しやすいため、女性は特に注意が必要である。

## 検査
血糖値などを測定するための血液検査や、HbA1c値を測定する検査など、幅広く検査が行われ、1型糖尿病かどうかを判断する。

## 診断
日本では、日本糖尿病学会1999年の診断基準を用いる。空腹時の血糖または75g経口ブドウ糖負荷試験で診断する。
|               | 正常型                              | 境界型（耐糖能異常）                 | 糖尿病型                               |
| ------------- | ----------------------------------- | ------------------------------------ | -------------------------------------- |
| 空腹時血糖値  | （未満）{\displaystyle 110mg/dl<\ } | {\displaystyle 110\sim 125mg/dl} IFG | {\displaystyle \geqq 126mg/dl}（以上） |
| 2時間後血糖値 | （未満）{\displaystyle 140mg/dl<\ } | {\displaystyle 140\sim 199mg/dl} IGT | {\displaystyle \geqq 200mg/dl}（以上） |
| 判定条件      | 空腹と2時間後の いずれも            | または                               | または                                 |

通常は判定を2回繰り返し、2回とも糖尿病型であれば糖尿病と診断。口渇や多飲、多尿などの典型的な症状や糖尿病性網膜症が存在する場合や、HbA1c値が6.5%以上である場合は1回だけの判定で糖尿病と診断する。空腹時血糖110-125 mg/dlをImpaired Fasting Glucose, IFGと呼び、75g経口ブドウ糖負荷試験の2時間値が140-199 mg/dlであるものを耐糖能異常; Impaired Glucose Tolerance, IGTと呼ぶ。
糖尿病と診断できたら、次に1型糖尿病であるのか、2型糖尿病であるのか、二次性糖尿病であるのかなどといった成因から診断していく。手順としてはまずは1型糖尿病から疑う。基本的に1型糖尿病と2型糖尿病はまったく異なる臨床像を示すため区別は容易である。しかし、SPIDDM(slow progressive IDDM)という一見2型糖尿病を思わせる病型が存在するため、必ず一度は抗GAD抗体を測定する。また、糖尿病を誘発する疾患の有無を検索する。1型と2型では治療方法や方針が大きく変わるため、この過程は重要である。
これらの検査を行い、総合的に1型かどうかを診断する。

## 治療
1980年代は2型と同じと考えられていたが、2型の主な治療法である食事療法や運動療法を行っても、1型の場合は効果がほとんどない。食事療法の基本は食事制限は行わず、年齢性別に則した必要な栄養を摂取するための療法が行われる。そのため、インスリン療法を中心に行う。インスリン療法は、強化インスリン療法とその他の治療法に分けられる。

### 強化インスリン療法
強化インスリン療法とは、インスリンの頻回注射のこと、または持続皮下インスリン注入(CSII)に血糖自己測定（SMBG）を併用し、医師の指示に従い、患者自身がインスリン注射量を決められた範囲で調節しながら、良好な血糖コントロールを目指す方法である。基本的には食事をしている患者では、各食前、就寝前の一日4回血糖を測定し、各食前に超速効型インスリンを就寝前に持続型インスリンの一日4回を皮下注射にて始める。各食事前のインスリンは、個人差、条件などでの差異はあるが1日の総摂取カロリー1800キロカロリーの場合、毎食6-18単位、持続型を含め一日の合計で30-50単位前後となる。

### その他の治療法
発症初期の患者などでは、速効型（または超速効型）インスリンの毎食前3回注射など強化インスリン療法に準じた注射方法でよい場合もある。また頻回のインスリン注射が困難な患者や強化インスリン療法が適応とならない患者では混合型または中間型の一日1回〜2回投与という方法もある。具体的には中間型インスリンを朝食前に1回打ちにしたり、混合型製剤を朝食前、夕食前の2回打ちにし、食後血糖を抑えるためαグルコシターゼ阻害薬を併用することなどがオーソドックスといわれている。
治療する目的は1型糖尿病の各種合併症を防ぐことである。ただし、これらの治療法をとると低血糖症などの副作用が起こる場合がある。

## その他
1型糖尿病の患者が、理由を示されずに年金支払いを打ち切られた事例があり、大阪地方裁判所で2019年4月に、打ち切りは違法との判決が出ている（ある記事報道によれば、かかる判決は、打ち切りそのものではなく、理由を示さずに打ち切ったことを違法（行政手続法）と判断したという。同記事によると、厚労省は今後、理由を示した上で、５月中旬までに、再度打ち切りを行うと表明）。判決は確定したが、厚労省が改めて年金支払いを拒否したため、原告側は2019年7月3日に再提訴に踏み切った。2021年5月17日、大阪地方裁判所は提訴した9人のうち一人を除いて訴えを退けた。支給を認めた一人については判決が確定し、残る8人は控訴した。そして2024年4月19日、大阪高等裁判所は8人の主張を認め、国に8人全員への年金支給を命じる判決を下した。上告期限の5月7日までに国が上告しなかったため、同判決は確定した。